# Lazare (metteur en scène)
Ne pas confondre avec le metteur en scène Benjamin Lazar
Pour les articles homonymes, voir Lazare (homonymie).
Lazare est un auteur et metteur en scène de théâtre français, né en 1975 à Fontenay-aux-Roses.

## Biographie

### Enfance et formation
Lazare a vécu son enfance à Bagneux. Il découvre l'art théâtral avec le groupe Conscience dirigé par Jean-Claude Félix Tchicaya, puis au Théâtre du Fil (théâtre-école de la Protection judiciaire de la jeunesse).
Engagé par Stanislas Nordey comme ouvreur au Théâtre Gérard-Philipe à Saint-Denis, il y découvre les spectacles de François Tanguy, Jean-François Sivadier et Claude Régy.
Après avoir écrit et mis en scène sa première pièces ORCIME ET FAÏENCE , il entre sur les conseils de Stanislas Nordey à l'école du Théâtre national de Bretagne où il se forme entre 2000 et 2003.

### L'auteur et metteur en scène
Entre 2006 et 2010 il pratique l’improvisation, accompagné de musiciens dont Benjamin Colin et Jean-François Pauvros. Il participe au spectacle de la Fondation Royaumont, Du griot au slameur, avec le musicien Ballaké Sissoko.
En 2006 il crée la compagnie Vita Nova, avec le premier spectacle d'une trilogie Passé – je ne sais où, qui revient où il évoque les massacres de Guelma, en Algérie.
Sa pièce suivante Au pied du mur sans porte est un succès critique. Avec cette fiction retraçant le parcours initiatique du jeune Libellule, un enfant des cités, Lazare cherche à y éviter toute vision « naturaliste et misérabiliste de la banlieue. »,. Le texte est selon le journal Le Monde « un mélange de poésie textuelle et sonore proche du slam, d'art brut, d'étrangeté langagière propre à déjouer les clichés. » Selon le journal L'Humanité il s'agit « [d']une langue bien vivante, truculente, qui roule des mécaniques mais recèle des visions poétiques, oniriques en des endroits inattendus. Elle vit, palpite, respire, souffle, crache, témoigne du bruissement de l’humanité, des éclats du monde qui nous parviennent par bribes. ».
En 2012 Lazare achevera cette trilogie avec Rabah Robert - Touche ailleurs que la où tu es né évoquant l'épopée d'une famille entre France et Algérie de la conquête coloniale à la guerre d'indépendance.
Inspiré par un théâtre tout aussi à vif que poétique et musical, en 2017 il crée Sombre rivière, un cabaret pour conjurer les idéologies mortifères et le traumatisme des attentats de Paris ; suivi en 2019 de Je m’appelle Ismaël (Pièce d’anticipation et manifeste de résistance de l’image poétique) dont Les Inrocks qu'il est "est un magnifique chant d’amour dadaïste".
Il collabore avec le groupe La Canaille et Serge Teyssot-Gay sur le titre Omar de l'album La Nausée (2014).
En 2017, il est invité au Festival d’Avignon pour un Sujet à vif avec la chorégraphe Jann Gallois avec le duo L'éclosion des gorilles au cœur d'artichaut. Il retrouve la chorégraphe et danseuse Jann Gallois en 2020 sur le parvis de l'espace Cardin dans la performance Éros en confinement.

## Théâtre

### Metteur en scène
- Passé – je ne sais où, qui revient (2008-2018)
- Au pied du mur sans porte (2011-2016)
- Rabah Robert - touche ailleurs que là où tu es né (2011-2014)
- Petits contes d’amour et d’obscurité (2014-2016)
- Sombre Rivière (2017-2019)
- Je m’appelle Ismaël (2019-2020)
- Psyché oxygène (2021)
- Cœur instamment dénudé (2022-2023)
- Des jambes pour une sirène (2023-2025)

### Comédien
- 2000 : Le Bleu du ciel de Georges Bataille, mise en scène Ivan Stanev (Berlin, Lille, 2000)[5]
- 2003 : Atteintes à sa vie de Martin Crimp, mise en scène de Stanislas Nordey (TNB Rennes)[8]
- 2005 : Le Triomphe de l’amour de Marivaux mise en scène de Stanislas Nordey (TNB et Nanterre-Amandiers, 2005)[5]
- 2005 : Nocturne à tête de cerf de Pascal Mainard mise en scène de Claude Merlin[5]
- 2005 : Dior n’est pas Dieu de Yves-Noël Genod, La Villette[9]
- 2005 : La Sirène  de Pascal Mainard mise en scène de Claude Merlin[5]
- 2007 : Mensch de Pascal Kirsch et Bénédicte Le Lamer (Festival Berthier)[5]
- 2008 : Théâtre de bouche de Ghérasim Luca, mise en scène de Claude Merlin[8]
- 2010 : Cherry Brandy, mise en scène de Josef Nadj (Théâtre de la Ville à Paris)[5]

## Publications

### Théâtre[10]
- Passé-je ne sais où-qui revient https://www.esseque-editions.com/146-passe-je-ne-sais-ou-qui-revient.html
- Au pied du mur sans porte, Les Solitaires intempestifs
- Rabah Robert - touche ailleurs que là où tu es né, Les Solitaires intempestifs
- Petits contes d’amour et d’obscurité, Les Solitaires intempestifs
- Sombre Rivière (matériaux), Les Solitaires intempestifs
- Coeur instantanément dénudé, Les Solitaires intempestifs
- Des jambes pour une sirène, Les Solitaires intempestifs

### Poésie
- Trajectoire, Revue trimestrielle Frictions, n°5, 2002.
- Appel, Revue trimestrielle PARAGES n°4, 2018.

### Articles
- Nous ne pensons pas à ceux qui manquent sur les plateaux de théâtre
- Artistes allumez vos lampes d’inventeurs ! – Télérama, 11/ 2015. https://www.telerama.fr/scenes/attentats-artistes-allumez-vos-lampes-d-inventeurs-par-lazare-metteur-en-scene,134175.php
- Nous travaillons comme des fakirs - La Scène, été 2016.
- Patience et impatience - Théâtre/Public - numéro 208 - printemps été 2017.